# Liste des clochers-murs du Jura
Cet article recense les édifices religieux du Jura, en France, munis d'un clocher-mur.

## Liste
| Édifice                | Commune | Notes | Coordonnées                      | Photo |
| ---------------------- | ------- | ----- | -------------------------------- | ----- |
| Chapelle Saint-Étienne | Ranchot |       | 47° 08′ 59″ nord, 5° 43′ 26″ est |       |